# Symphyotrichum squamatum
Symphyotrichum squamatum — вид квіткових рослин родини Айстрові (Asteraceae). лат. squamatus — «лускатий», стосується лусок на стеблах.

## Опис
Це трав'яниста рослина, що може досягати більше метра заввишки, з лінійно-ланцетними листками і розташованими в пухких волотях крихітними квітковими головами. Квіти білі або білувато-фіолетові. Цвіте і плодоносить з квітня по серпень.

## Поширення
Рослина є рідною для Південної Америки і для південного сходу Північної Америки. Натуралізований у Південній Європі, Північній Африці, Західній Азії.

## Галерея

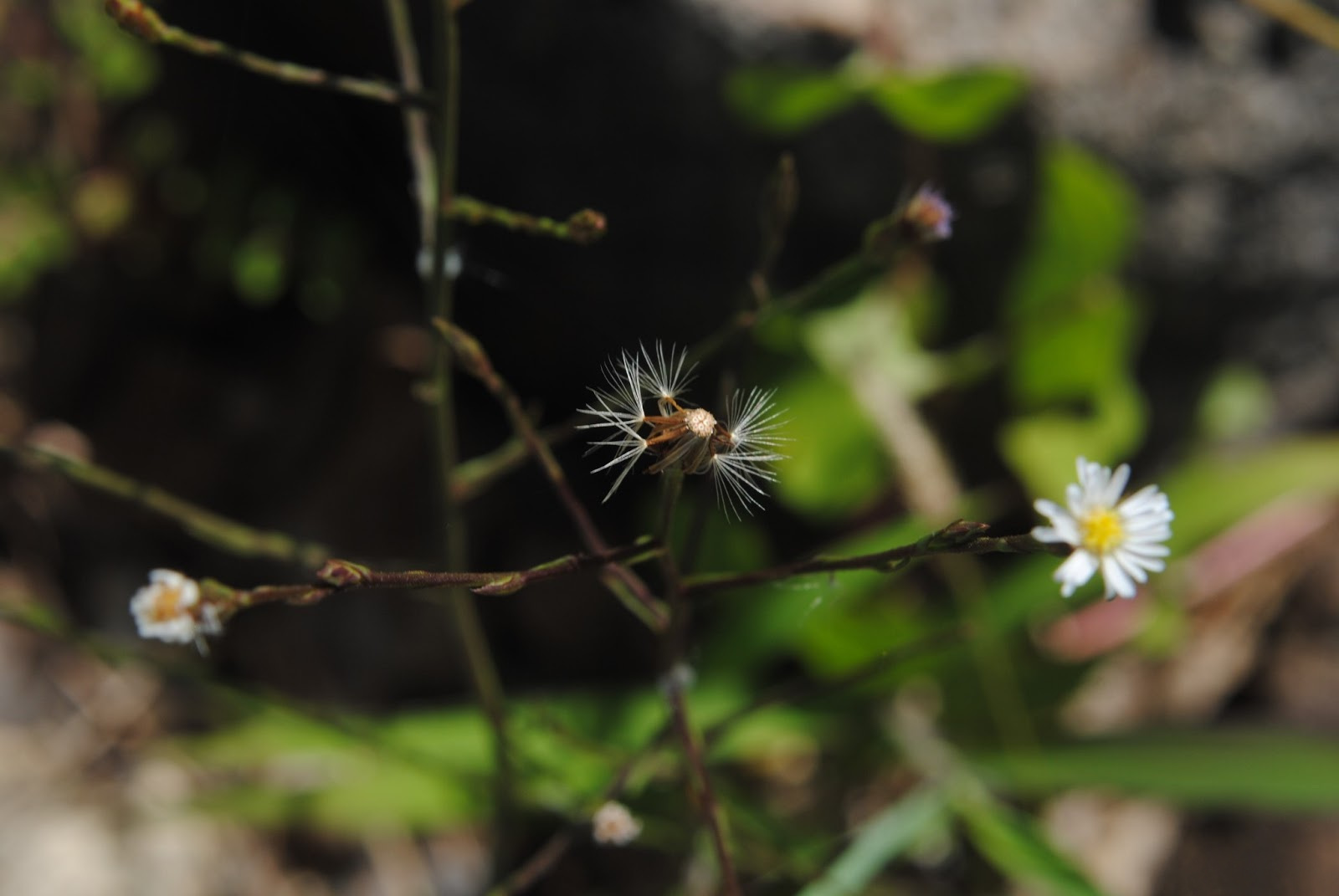

|  | Це незавершена стаття про айстрові. Ви можете допомогти проєкту, виправивши або дописавши її. |